# مدونة نصية

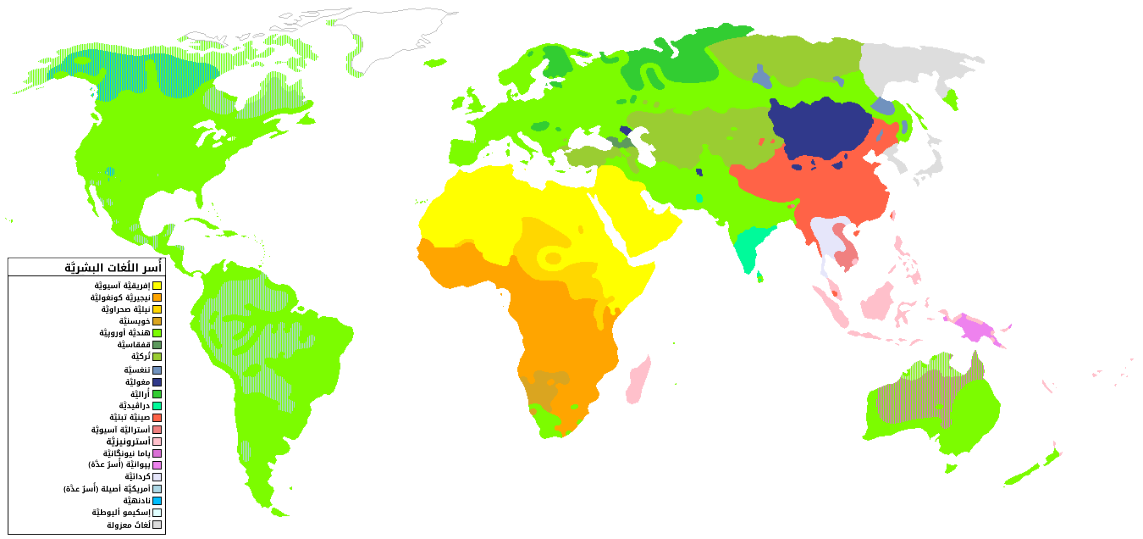

المدوَّنة النصية (بالإنجليزية: corpus)‏ في اللسانيات، عبارة عن مجموعة من البيانات اللغوية (عادة ما تكون موجودة في قاعدة بيانات حاسوبية). تسمى أيضًا أصول نصية. وفي علم لسانيات المتون، يتم استخدامها لإجراء التحليل الإحصائي واختبار الفرضيات، والتحقق من الأحداث أو التحقق من صحة القواعد اللغوية ضمن نطاق لغة معينة.

## نظرة عامة
قد تحتوي المتون على نصوص بلغة واحدة (متن أحادي اللغة) أو بيانات نصية بلغات متعددة (متن متعددة اللغات).
من أجل جعل المتون أكثر فائدة لإجراء البحوث اللغوية، غالبًا ما يخضعون لعملية تعرف باسم التعليق التوضيحي أو التذليل. مثال على التذليل للمتن هو وضع علامات تصنيف اقسام الكلام، حيث تتم إضافة معلومات حول قسم الكلام لكل كلمة (فعل، اسم، صفة، وما إلى ذلك) إلى المتن في شكل علامات أو سوم. مثال آخر يشير إلى الشكل الأساسي (الجذر) لكل كلمة. عندما لا تكون لغة المتن هي نفسها لغة عمل الباحثين الذين يستخدمونها، يتم استخدام الترجمة بين السطور لجعل التذليل ثنائي اللغة.